# Сан-Педро-Пальмічес
Сан-Педро-Пальмічес (ісп. San Pedro Palmiches) — муніципалітет в Іспанії, у складі автономної спільноти Кастилія-Ла-Манча, у провінції Куенка. Населення — 86 осіб (2010).
Муніципалітет розташований на відстані близько 110 км на схід від Мадрида, 45 км на північний захід від Куенки.

## Демографія
Динаміка населення (INE ):